# 張赫宙
張赫宙（ちょう かくちゅう/チャン ヒョクチュ、1905年10月13日 - 1997年）または野口赫宙（のぐち かくちゅう）は、植民地期の代表的な朝鮮人日本語作家である。金史良とともに「在日朝鮮人文学」の嚆矢ともされる。

## 概要
日本文壇デビュー作は「餓鬼道」（『改造』1932年4月、懸賞小説入選作）。初期作品は同時代のプロレタリア文学の影響を受け、朝鮮農民の貧困と悲惨さを訴えると同時に、植民地期朝鮮人の人間群像を自然主義リアリズムの文体で巧みに描き出している。それらを集めた処女作品集『権といふ男』（1934年）『仁王洞時代』（1935年）は張赫宙の代表作である。張赫宙は朝鮮農民の惨状とそれに派生する満州移民関連の作品を多く書いたが、他方で自己の出自や来歴にも拘泥しており、第２創作集の表題作「仁王洞時代」（1935年）や「愛怨の園」（1937年）、『愛憎の記録』（1940年）の収録作、さらに戦後においては『遍歴の調書』（1954年）『嵐の詩』（1975年）を刊行するなど、繰り返し自己の出自を語っている。
張赫宙はいわゆる親日文学者としてよく取り上げられているが、張赫宙の文学は日本の私小説、とくに日本の自然主義文学の傾向が強い。朝鮮のいわゆる身世打令に近い性質がある。そのため、張赫宙の文学は強靭な思想とイデオロギーで一貫しているというより時局と時勢に順応していく傾向を持つ。それはプロレタリア文学風の初期作品群においても、満州事変以降に書かれる『開拓地帯』『田園の雷鳴』『緑の北国』『幸福の民』『開墾』などの膨大な満州開拓農民関連の作品や、加藤清正から李舜臣で終わる予定の『七年の嵐』『和戦何れも辞せず』などの歴史小説においても、さらに時局的な色彩が濃厚な『岩本志願兵』（1944年）においても同様に見られる。表層的な色彩は違うが、いずれも朝鮮農民の惨状や民衆の苦難を文学的基盤としながら、そのうえ、間歇的に自己の出自と来歴への表現欲望が噴出する傾向がある。
終戦後、戦前的な題材を失った張赫宙は窮して児童文学、少女小説、朝鮮戦争関連のルポ、社会派ミステリー、日韓文化論などを書いていくが、以前の名声を取り戻すことは出来なかった。朝鮮農民の惨状から方向転換し、日本社会の底辺と暗部を描いていくが、戦後社会と戦後文学の変化に取り残され、再び注目されることはなかった。朝鮮戦争の悲惨さを描いた『嗚呼朝鮮』（1952年）を最後に、張は日本に帰化し、筆名も以前の「張赫宙」から「野口赫宙」に変更する。以降は「野口赫宙」で一貫する。こうした文学的な経歴と私的条件から、張赫宙は「親日文学者」の代表的存在として評価されることが多い。最晩年には日本語とも朝鮮語とも離れ、17世紀の日本のキリシタン迫害と殉教を描いた英文長編小説『Forlorn Journey』（1991年）をインド・ニューデリーで出版している。最後の創作である。ちなみにforlorn journeyとは日本語で「見捨てられた旅路」「孤独な旅」に訳される。

## 来歴
- 1905年10月7日、朝鮮慶尚北道大邱府の地主の子として生まれる。本名、張恩重（チャン・ウンジュン、장은중）。慶州の鶏林普通学校及び簡易農業学校で大坂六村（大坂金太郎）の影響を受け、歴史と日本語に関心を寄せる。14・5歳の頃結婚。20歳の頃アナキストの団体に加入。1929年小学校の教員となる。
- 1932年4月雑誌『改造』の懸賞小説に「餓鬼道」が入選、保高徳蔵の『文芸首都』同人となる。1934年、改造社から小説集『権という男』を出版。この頃は朝鮮語でも書き東亜日報などに発表していた。1937年初夏、病臥中に看病してくれた野口はな子（通名「桂子」）と親しくなる。後に結婚。
- 1938年、張赫宙脚本の「春香伝」が村山知義の新協劇団によって日本と朝鮮で巡回公演される。
- 1939年に大陸開拓文芸懇話会に参加し、徐々に日本の戦時体制に組み込まれていくかたちで、数多くの朝鮮人満州開拓小説を刊行している。張赫宙は戦時期を日本作家一般が半ば強制的に、あるいは主体的に参加した従軍作家や報道班員や皇軍慰問には加わらず、自己の役割をあくまでも朝鮮人満州開拓小説に限定していた節がある。1943年には皇道朝鮮研究委員会委員となる。1944年には国策に沿った小説集『岩本志願兵』を出版した。
- 終戦間際に満州取材から日本に逃げ帰る。1952年には帰化申請して「野口稔」（1944年に京城で刊行した「岩本志願兵」の奥付には「著者　野口稔（張赫宙）」[1]）になる。
- 1952年に出版した『嗚呼朝鮮』が張赫宙名で書いた最後の作品となり、次作の『無窮花』では野口赫宙名で出版している。その後も自伝作品、歴史小説、ミステリー、日本社会の暗部を描いた『黒い地帯』（結核）、『ガン病棟』（末期癌）、『黒い真昼』（癩病）を刊行している。晩年には南米や中東の取材旅行に赴き、英文で長編小説を書いている。

（南富鎭・白川豊編『張赫宙日本語作品選』収録の白川豊「張赫宙略年譜（一九四五年以前中心）」を参考にした）

## 主な著作
- 権という男（改造社　1933年6月）
- 仁王洞時代（河出書房　1935年6月）
- 春香傳（新潮社　1938年4月）
- 路地（赤塚書房　1939年2月）
- 痴人浄土（赤塚書房　1939年3月）
- 加藤清正（改造社　1939年4月）
- 開拓地帯（春陽堂書店　1939年10月）
- 愛憎の記録（河出書房　1940年8月）
- 田園の雷鳴（洛陽書院　1940年11月）
- 人間の絆（河出書房　1941年2月）
- 朝鮮古典物語・沈清伝・春香伝（赤塚書房、1941年2月）
- 七年の嵐（洛陽書院　1941年4月）
- 美しき抑制（河出書房　1941年6月）
- 春香伝（新潮文庫　1941年7月）
- 緑の北國（河出書房　1941年11月）
- 和戦何れも辞せず（大観堂　1942年）
- わが風土記（赤塚書房　1942年5月）
- 幸福の民（南方書院　1943年4月）
- 開墾（中央公論社　1943年4月）
- 浮き沈み（河出書房　1943年11月）
- 岩本志願兵（興亜文化出版　1944年1月）
- 孤児たち（萬里閣　1946年12月）
- 人の善さと悪さと（丹頂書房　1947年12月）
- やまめ釣る子（大日本雄弁会講談社　1948年2月）
- 愚劣漢（富國出版社　1948年12月）
- 秘苑の花（世界社　1950年3月　共栄書房から2014年に再版　ISBN 978-4-7634-1060-3）
- 鳴呼朝鮮（新潮社　1952年5月）
- 無窮花（大日本雄弁会講談社　1954年6月）
- 遍歴の調書（新潮社　1954年11月）
- 若い女（東方社、1956年1月）
- ひかげの子（新潮社　1956年11月）
- 美しい抵抗（角川書店　1957年6月）
- 黒い地帯（新制社　1958年10月）
- ガン病棟（講談社　1959年5月）
- 黒い真昼（東都書房　1959年11月）
- 武蔵陣屋（雪華社　1961年10月）
- 湖上の不死鳥（東都書房　1962年2月）
- 嵐の詩（講談社　1975年4月）
- 韓と倭（講談社　1977年10月）
- 陶と剣（講談社　1980年11月）
- マヤ・インカに縄文人を追う（新芸術社　1989年6月）
- Forlorn Journey（Chansun International 、1991年、インド・ニューデリー）
- Rajagriha: A Tale of Gautama Buddha（Allied Publishers、1992、インド・ニューデリー)

## 研究文献
- 任展慧「張赫宙論」（『文学』1965年11月）
- 林浩治「張赫宙論」（『在日朝鮮人日本語文学論』新幹社　1991年7月）
- 白川豊「張赫宙研究」（東國大學校大学院　博士学位論文　1989年12月）
- 白川豊「張赫宙の日本語小説考」「戦前期日本文学界の状況と張赫宙」「張赫宙作戯曲〈春香伝〉とその上演（1938年）」（『植民地期朝鮮の作家と日本』大学教育出版　1995年7月）
- 白川豊「張赫宙の初期長篇作品について」（九州大学文学部『史淵』第123集　1986年2月）
- 白川豊「張赫宙の朝鮮語作品考」（『朝鮮学報』第119・120号　1986年7月）
- 白川豊「張赫宙作・長編〈嗚呼朝鮮〉をめぐって」（東國大学校日本学研究所『日本學』第19輯　2000年12月）
- 南富鎭「解説――日本語への欲望と近代への方向」（南富鎭・白川豊編『張赫宙日本語作品選』勉誠出版　2003年10月）
- 梁姫淑『張赫宙戦後研究――終戦から帰化まで』（埼玉大学博士論文　2014年3月）
- 曺恩美『張赫宙の日本語文学ー植民地朝鮮/帝国日本のはざまで』明石書店　2021年2月
- 南富鎭・白川豊編『張赫宙日本語文学選集　仁王洞時代』作品社、2022年1月